# Walerian Dzieduszycki
Walerian (Walery) Wiktoryn Dzieduszycki (ur. 1754, Kłoczew, zm. 10 marca 1832, Potoczyska) – polski działacz patriotyczny, podróżnik, uczony amator, ziemianin.

## Życiorys
Syn Tadeusza, brat Józefa Kalasantego.
Starosta serebryński od 1775, podkomorzy cesarsko-królewski austriacki 1775, hrabia cesarstwa (od 1776, potwierdzenie tytułu hrabiowskiego 25 marca 1821 w Kongresówce), szambelan królewski 1786.
Kształcił się we Lwowie i Wiedniu, darzony względami cesarzowej Marii Teresy i Józefa II. Pierwszy z Polaków otrzymał godność szambelana austriackiego, ufundował swym kosztem szkołę parafialną dla włościan w Jaryczowie.
Właściciel wielkich dóbr na Podolu, próbował eksportować zboże Dniestrem do Odessy. W roku 1785 podjął specjalną wyprawę Dniestrem aby zbadać możliwości spławu towarów tą rzeką, głównie z województw podolskiego i bracławskiego. Zabrał ze sobą ładunek 2500 korcy pszenicy i inne towary. Wyruszył 16 czerwca 1785 roku z Ladawy. Zboże znajdujące się na dwóch statkach należało prawdopodobnie do Prota Potockiego, żywo zainteresowanego rozwinięciem handlu czarnomorskiego. Ostatecznie Dzieduszycki dotarł do Stambułu i tam sprzedał przewożone zboże po niekorzystnej jednak cenie. W dowód uznania za odbycie podróży Dzieduszycki otrzymał Order Świętego Stanisława. W 1790 roku był komisarzem Komisji Porządkowej Cywilno-Wojskowej powiatu latyczowskiego. Zwolennik reform Sejmu Czteroletniego. Po ustanowieniu Konstytucji 3 Maja obiecał corocznie uwolnić od poddaństwa dziesięciu najlepszych jej uczniów. Po II rozbiorze przeniósł się do dzielnicy galicyjskiej, by nie składać carowej przysięgi homagialnej. W 1794 na usługach Kościuszki we Lwowie.
Insurekcji kościuszkowskiej służył pomocą materialną i dyplomatyczną, był gorącym zwolennikiem oparcia się o Austrię, był pośrednikiem pomiędzy władzami insurekcyjnymi a dworem wiedeńskim, któremu przedkładał memoriały, wykazujące korzyści osadzenia arcyksięcia austriackiego na tronie Rzeczypospolitej.
Po upadku insurekcji przywódca Centralizacji Lwowskiej, aresztowany za próbę wzniecenia powstania w Galicji.
Po III rozbiorze należał do głównych organizatorów sprzysiężenia patriotycznego w Galicji, stał na czele Zgromadzenia Centralnego we Lwowie, które wyrosło na naczelną władzę spiskową na obszarze ziem dawnej Rzeczypospolitej.
W latach 1797–1800 więziony przez Austriaków w Ołomuńcu. Wypuszczony po zaręczeniu, że będzie się zachowywał lojalnie wobec państwa, osiadł na wsi, oddawał się odtąd gospodarstwu i studiom przyrodniczym. Po zwolnieniu wycofał się z życia politycznego.